# Campeonato Mundial de Atletismo Júnior de 2010 - 200 m masculino
A prova dos 200 metros rasos masculino do Campeonato Mundial de Atletismo Júnior de 2010 ocorreu entre os dias 22 e 23 de julho, em Moncton, no Canadá. 

## Recordes
Antes desta competição, os recordes mundiais e do campeonato nesta prova eram os seguintes:
|     | Nome        | Nacionalidade | Tempo | Local      | Data                |
| --- | ----------- | ------------- | ----- | ---------- | ------------------- |
| WJR | Usain Bolt  | Jamaica       | 19.93 | Devonshire | 11 de abril de 2004 |
| CR  | Andrew Howe | Itália        | 20.28 | Grosseto   | 16 de julho de 2004 |

## Medalhistas
| Ouro               | Prata                   | Bronze            |
| Shōta Iizuka (JPN) | Aliaksandr Linnik (BLR) | Aaron Brown (CAN) |

## Cronograma
Todos os horários são locais (UTC-4).
| Data        | Hora  | Evento        |
| ----------- | ----- | ------------- |
| 22 de julho | 11:45 | Eliminatórias |
| 22 de julho | 19:00 | Semifinal     |
| 23 de julho | 21:25 | Final         |

## Resultados

### Eliminatórias
As eliminatórias se iniciaram no dia 22 de julho ás 11:45. 
bateria 1
Vento: +0.2m/s
| Posição | Atleta            | Nacionalidade  | Tempo | Notas |
| ------- | ----------------- | -------------- | ----- | ----- |
| 1       | Wayde Van Niekerk | África do Sul  | 21.10 | Q     |
| 2       | Eric Harris       | Estados Unidos | 21.22 | Q     |
| 3       | Jake Hammond      | Austrália      | 21.37 | Q     |
| 4       | Arturo Ramírez    | Venezuela      | 21.56 | q     |
| 5       | Antônio Rodrigues | Brasil         | 21.60 |       |
| 6       | Bruno Fernandes   | Portugal       | 21.80 |       |
| 7       | Jonathan Nmaju    | Nigéria        | 21.82 |       |
| 8       | Carlos Sullivan   | Porto Rico     | 21.96 |       |

bateria 2
Vento: +0.7m/s
| Posição | Atleta                | Nacionalidade   | Tempo | Notas |
| ------- | --------------------- | --------------- | ----- | ----- |
| 1       | Shōta Iizuka          | Japão           | 21.13 | Q     |
| 2       | Mateusz Biegajlo      | Polónia         | 21.23 | Q     |
| 3       | Segun Makinde         | Canadá          | 21.43 | Q     |
| 4       | Delano Williams       | Turcas e Caicos | 21.56 |       |
| 5       | Alessandro Pedrazzoli | Itália          | 21.75 |       |
| 6       | Shekeim Greaves       | Barbados        | 21.77 |       |
| 7       | Adolphe Ehui          | Costa do Marfim | 74.03 |       |
| 8       | Joseph Suberan        | Ilhas Caimã     | DNF   |       |

bateria 3
Vento: +0.7m/s
| Posição | Atleta                 | Nacionalidade    | Tempo | Notas |
| ------- | ---------------------- | ---------------- | ----- | ----- |
| 1       | Roy Schmidt            | Alemanha         | 21.21 | Q     |
| 2       | Pavel Maslák           | Chéquia          | 21.31 | Q     |
| 3       | Kieran Showler-Davis   | Reino Unido      | 21.38 | Q     |
| 4       | Remigiusz Olszewski    | Polónia          | 21.42 | q     |
| 5       | Vadim Grigoryev        | Rússia           | 21.92 |       |
| 6       | Mohamed Jassim Mohamed | Bahrein          | 22.11 |       |
| 7       | Mohamed Al-Jumaah      | Iraque           | 22.15 |       |
| 8       | John Rivan             | Papua-Nova Guiné | 22.54 |       |

bateria 4
Vento: +0.5m/s
| Posição | Atleta           | Nacionalidade       | Tempo | Notas               |
| ------- | ---------------- | ------------------- | ----- | ------------------- |
| 1       | Robin Erewa      | Alemanha            | 21.14 | Q                   |
| 2       | Mathew Turk      | Austrália           | 21.44 | Q                   |
| 3       | Jackson da Silva | Brasil              | 21.73 | Q                   |
| 4       | Joseph Millar    | Nova Zelândia       | 21.80 |                     |
| 5       | Sean De Klerk    | África do Sul       | 22.14 |                     |
| 6       | Dexter Lee       | Jamaica             | DSQ   | Regra 162.7 da IAAF |
| 7       | Hensley Paulina  | Antilhas Holandesas | DSQ   | Regra 162.7 da IAAF |
| 8       | Jeffrey John     | França              | DSQ   | Regra 162.7 da IAAF |

bateria 5
Vento: +0.9m/s
| Posição | Atleta            | Nacionalidade     | Tempo | Notas |
| ------- | ----------------- | ----------------- | ----- | ----- |
| 1       | Aliaksandr Linnik | Bielorrússia      | 21.14 | Q     |
| 2       | Moriba Morain     | Trinidad e Tobago | 21.30 | Q     |
| 3       | Daniel Talbot     | Reino Unido       | 21.36 | Q     |
| 4       | Oliver Bradwell   | Estados Unidos    | 21.42 | q     |
| 5       | Jun Kimura        | Japão             | 21.52 | q     |
| 6       | Lorenzo Valentini | Itália            | 21.60 |       |
| 7       | Jossuah Brena     | França            | 22.15 |       |
| 8       | Laron Hield       | Bahamas           | 22.15 |       |

bateria 6
Vento: +0.3m/s
| Posição | Atleta            | Nacionalidade | Tempo | Notas |
| ------- | ----------------- | ------------- | ----- | ----- |
| 1       | Julien Watrin     | Bélgica       | 21.18 | Q     |
| 2       | Aaron Brown       | Canadá        | 21.21 | Q     |
| 3       | Suppachai Chimdee | Tailândia     | 21.39 | Q     |
| 4       | Trevorvano Mackey | Bahamas       | 21.42 | q     |
| 5       | Bruno Hortelano   | Espanha       | 21.51 | q     |
| 6       | Jeneko Place      | Bermudas      | 22.07 |       |
| 7       | Sin Jin-Suk       | Coreia do Sul | 22.27 |       |

### Semifinal
As semifinais se iniciaram no dia 22 de julho ás 19:00. 
Semifinal 1
Vento: +2.1m/s
| Posição | Atleta            | Nacionalidade  | Tempo | Notas               |
| ------- | ----------------- | -------------- | ----- | ------------------- |
| 1       | Wayde Van Niekerk | África do Sul  | 21.05 | Q                   |
| 2       | Aaron Brown       | Canadá         | 21.12 | Q                   |
| 3       | Oliver Bradwell   | Estados Unidos | 21.12 |                     |
| 4       | Daniel Talbot     | Reino Unido    | 21.19 |                     |
| 5       | Roy Schmidt       | Alemanha       | 21.25 |                     |
| 6       | Mathew Turk       | Austrália      | 21.28 |                     |
| 7       | Jun Kimura        | Japão          | 21.53 |                     |
| 8       | Jackson da Silva  | Brasil         | DSQ   | Regra 162.7 da IAAF |

Semifinal 2
Vento: +2.0m/s
| Posição | Atleta               | Nacionalidade     | Tempo | Notas |
| ------- | -------------------- | ----------------- | ----- | ----- |
| 1       | Aliaksandr Linnik    | Bielorrússia      | 20.81 | Q     |
| 2       | Moriba Morain        | Trinidad e Tobago | 21.03 | Q     |
| 3       | Mateusz Biegajlo     | Polónia           | 21.08 | q     |
| 4       | Robin Erewa          | Alemanha          | 21.08 | q     |
| 5       | Suppachai Chimdee    | Tailândia         | 21.11 |       |
| 6       | Kieran Showler-Davis | Reino Unido       | 21.18 |       |
| 7       | Trevorvano Mackey    | Bahamas           | 21.71 |       |
| 8       | Bruno Hortelano      | Espanha           | DNS   |       |

Semifinal 3
Vento: +2.3m/s
| Posição | Atleta              | Nacionalidade  | Tempo | Notas |
| ------- | ------------------- | -------------- | ----- | ----- |
| 1       | Shōta Iizuka        | Japão          | 20.93 | Q     |
| 2       | Pavel Maslák        | Chéquia        | 21.07 | Q     |
| 3       | Julien Watrin       | Bélgica        | 21.12 |       |
| 4       | Segun Makinde       | Canadá         | 21.13 |       |
| 5       | Eric Harris         | Estados Unidos | 21.23 |       |
| 6       | Jake Hammond        | Austrália      | 21.28 |       |
| 7       | Remigiusz Olszewski | Polónia        | 21.31 |       |
| 8       | Arturo Ramírez      | Venezuela      | 21.80 |       |

### Final
A prova final foi realizada no dia 23 de julho ás 21:25. 
Vento: +0.5m/s
| Posição           | Atleta            | Nacionalidade     | Tempo | Notas |
| ----------------- | ----------------- | ----------------- | ----- | ----- |
| Medalha de ouro   | Shōta Iizuka      | Japão             | 20.67 |       |
| Medalha de prata  | Aliaksandr Linnik | Bielorrússia      | 20.89 |       |
| Medalha de bronze | Aaron Brown       | Canadá            | 21.00 |       |
| 4                 | Wayde Van Niekerk | África do Sul     | 21.02 |       |
| 5                 | Robin Erewa       | Alemanha          | 21.09 |       |
| 6                 | Moriba Morain     | Trinidad e Tobago | 21.10 |       |
| 7                 | Pavel Maslák      | Chéquia           | 21.13 |       |
| 8                 | Mateusz Biegajlo  | Polónia           | 21.47 |       |

Legenda
| Recorde mundial       | Recorde mundial (World record)               |                       | Recorde africano                      | Recorde africano (African) |                                           | Q | Classificado por posição (Qualified) |
| Recorde do campeonato | Recorde do campeonato (Championship record)  | Recorde da América    | Recorde da América (Americas)         | q                          | Classificado por melhor tempo (Qualified) |   |                                      |
| Melhor marca do ano   | Melhor marca do ano (World leading)          | Recorde asiático      | Recorde asiático (Asian)              | DNS                        | Não largou (Did not start)                |   |                                      |
| Recorde nacional      | Recorde nacional (National record)           | Recorde europeu       | Recorde europeu (European)            | DNF                        | Não terminou (Did not finish)             |   |                                      |
| Recorde pessoal       | Recorde pessoal do atleta (Personal best)    | Recorde da Oceania    | Recorde da Oceania (Oceania)          | DSQ / DQ                   | Desclassificado (Disqualified)            |   |                                      |
| Recorde da temporada  | Recorde da temporada do atleta (Season best) | Recorde sul-americano | Recorde sul-americano (South America) | NM                         | Sem marca (No mark)                       |   |                                      |